# Steamboy
Steamboy (スチームボーイ?) es un largometraje japonés de animación de ciencia ficción steampunk producido en 2004 por Katsuhiro Ōtomo. Es considerada la película de animación más costosa de la historia del anime hasta la fecha.[cita requerida]
Ōtomo exigió al departamento de arte los más detallados dibujos sin ningún límite de tiempo, repercutiendo en los detalles de cada escena y en el largo periodo de producción de la película, 10 años. [cita requerida]
Fue galardonada con el premio a la mejor película de animación en el Festival de Cine de Sitges.

## Argumento
La película se remonta al siglo XIX, época en que Inglaterra se encuentra en plena Revolución industrial. Se pueden observar trenes, zeppelines, uniciclos motorizados y muchos ingeniosos inventos realizados con engranajes, pistones y ruedas funcionando gracias al vapor.
El personaje principal es Ray Steam. Ray vive bajo el cuidado de su tía en Mánchester, Inglaterra. Él espera el regreso de su padre Eddie y abuelo Lloyd, que se encuentran en USA realizando estudios avanzados del vapor como fuente de energía. Lloyd Steam, que vive bajo el ideal de que la ciencia es para el servicio de la humanidad, se da cuenta de que la organización donde trabaja, la Fundación O'Hara, no es lo que él esperaba y que su hijo se ha convertido en un villano, que a diferencia de él, busca el poder a través de la ciencia. Lloyd envía a Ray "La Esfera de Vapor", un artefacto metálico que contiene una gran cantidad de energía gracias a una fuente pura de vapor. Ray es raptado y llevado con su padre a Londres, ahí conoce a su secuestradora, Scarlett O'Hara, la hija del dueño de la Fundación O'Hara. En el día de la Gran Exhibición del Palacio de Cristal en Londres, la Fundación O'Hara muestra sus inventos militares, soldados terrestres, aéreos y acuáticos provistos de armaduras metálicas, junto con una gran fortaleza flotante, el Castillo de Vapor. En ese momento, surge una guerra entre la Fundación y los barcos, tanques y soldados del gobierno Británico. Ray se convierte en héroe, salva a Scarlett volando por los cielos de Londres gracias a la esfera de vapor y un artefacto mecánico en su espalda, al estilo Rocketeer.
El protagonista, un joven de 13 años que vive en la ciudad de Mánchester, en Inglaterra, es un inventor en potencia, que sigue los pasos de su abuelo y de su padre. Posee un talento innato para la mecánica, que lleva en la sangre por su familia, y lo demuestra en dos ocasiones cuando construye un vehículo rodante y un propulsor aéreo impulsados por vapor. Es un idealista y considera que la tecnología debe usarse para propósitos pacíficos. Durante la película sus motivaciones se encuentran en contraposición a los deseos de su padre y su abuelo.

## Personajes
- James Ray Steam (Ray) (ジェームズレイスチーム?) interpretado por Suzuki Anne

El protagonista de la historia. Es un inventor en potencia, que sigue los pasos de su abuelo y de su padre, que posee un talento innato para la mecánica. Sus motivaciones se encuentran en contraposición a los deseos de su padre y su abuelo. 
- Scarlett O'Hara (スカーレット・オハラ・セントジョーンズ?) interpretado por Konishi Manami

Clásica niña mimada. La empresa de su padre patrocina la investigación del doctor Edward con sus grandes máquinas. Aunque es criticona y ruda, Scarlett es en realidad una buena chica que se siente abandonada por sus padres. Envidia la relación de James con su familia, pero se hacen amigos y en la historia se puede notar cierto interés romántico hacia Ray.
- James Lloyd Steam (Lloyd) (ジェームス・ロイド・スチム (ロイド)?) interpretado por Nakamura Katsuo

Abuelo de Ray. Es el creador de la steamball, la cual creó para ayudar a la humanidad, pero al ver que estaba usándose para un fin totalmente opuesto se dispuso a detener a su hijo y su invención.
- James Edward Steam (Eddy) (ジェームス・エドワード・スチム（エディ）?) interpretado por Tsukayama Masane

Padre de Ray. Se le consideró muerto en el accidente que permitió crear la steamball, pero gracias a una atención médica rápida y unas prótesis mecánicas, consiguió sobrevivir.
- Robert Stephenson (ロバート・スチーブンスン?) interpretado por Kodama Kiyoshi

Colega y rival de Edward y Lloyd Steam, un personaje importante en la Revolución Industrial. Afirma que desea usar la steamball para el bien del Imperio Británico. Basado en el verdadero Robert Stephenson.
- David (デイビッド?) interpretado por Sawamura Ikki

Joven ingeniero, asistente y "mano derecha" de Robert Stephenson.
- Archibald Simon (アーチボルド・サイモン?) interpretado por Sato Satoru

Representante de la Familia O'Hara, pretende vender las invenciones de los Steam como armas de guerra.
- Alfred Smith (アルフレッド・スミス?) interpretado por Terajima Susumu

- Jason (ジェイソン?) interpretado por Inada Tetsu

- Emma (エマ?) interpretado por- Kobayashi Sanae

Vecina y amiga de Ray.
- Thomas (トーマス?) interpretado por Saka Osamu

Hermano de Emma.
- Madre de Ray (レイの母親 Rei no Hahaoya?) interpretado por Aizawa Keiko

Esposa de Edward Steam y madre de Ray.